# Barcelona Quaderns d'Història
Barcelona Quaderns d'Història és una revista acadèmica de caràcter monogràfic que se centra en la història de Barcelona. El seu origen es remunta al 1995, quan agafà el relleu de les publicacions de l'Institut Municipal d'Història. Des del seu quart volum, que sortí el 2001, s'hi publiquen les actes dels cursos i congressos relacionats amb la història de la Ciutat Comtal, així com les conclusions d'algunes activitats dutes a terme pel Seminari d'Història de Barcelona.